# Need for Speed: Underground Rivals
Need for Speed: Underground Rivals – gra wideo z serii Need for Speed, jest pierwszą grą z serii przeznaczoną na japońską konsolę PlayStation Portable. Gra została wyprodukowana i wydana przez firmę Electronic Arts w 2005 roku.

## Rozgrywka
Need for Speed: Underground Rivals jest pierwszą grą z serii Need for Speed przeznaczoną na konsolę PlayStation Portable. W Underground Rivals zmagania skoncentrowane zostały na nielegalnych wyścigach. Opracowano kilka nowych trybów gry są to m.in.: Nitrous run (jazda na czas przez punkty kontrolne, uzupełniają one nitro), Street cross (szybka jazda), Circuit, Drift oraz Drag. W grze zawarto ponad 20 licencjonowanych samochodów: Toyota Celica GT-S, Dodge Neon, Volkswagen Golf IV, Pontiac GTO, Mazda RX-8 i więcej. W grze dostępne jest około 10 tras. Za zwycięstwa otrzymywane są punkty upgrade'u, można je przeznaczyć na modyfikacje samochodu, wpływa to korzystnie na właściwości pojazdu. Muzyka pochodzi z Need for Speed: Underground 2.
Gra oferuje tryb gry wieloosobowej, dla dwóch graczy za pomocą Wi-Fi lub na zmianę dla czterech graczy na jednej konsoli.